# Białooziersk
Białooziersk (biał. Белаазёрск, Biełaaziorsk, ros. Белоозёрск, Biełooziorsk) – miasto na Białorusi w rejonie bereskim w obwodzie brzeskim, położone 27 km na południowy zachód od Berezy i 100 km od Brześcia, ok. 12,5 tys. mieszkańców (2010).
W miejscowości jest stacja kolejowa Białooziersk.

## Dzieje
Miejscowość założona w 1958 r. jako osiedle energetyków w związku z budową Elektrociepłowni Bereza (Березовская ГРЭС – государственная районная электростанция). 12 stycznia 1960 otrzymało status osiedla roboczego i nazwę Berezowski, 25 czerwca tego samego roku przemianowane na Białooziersk. 16 września 1970 otrzymało status miasta o prawach rejonu.
W Białooziersku działa gimnazjum oraz dwie szkoły średnie. Jest ośrodkiem przemysłu spożywczego i lekkiego oraz materiałów budowlanych. W mieście znajdują się dwie parafie – prawosławna (św. Serafina z Sarowa) i rzymskokatolicka (Najświętszej Maryi Panny Różańcowej), a także wojskowy cmentarz sowiecki.

## Ludzie związani z miastem
- Juryj Hubarewicz – białoruski polityk.
- Gienek Loska – muzyk, zwycięzca pierwszej polskiej edycji X Factor